# Antoine-Louis-Marie de Gramont

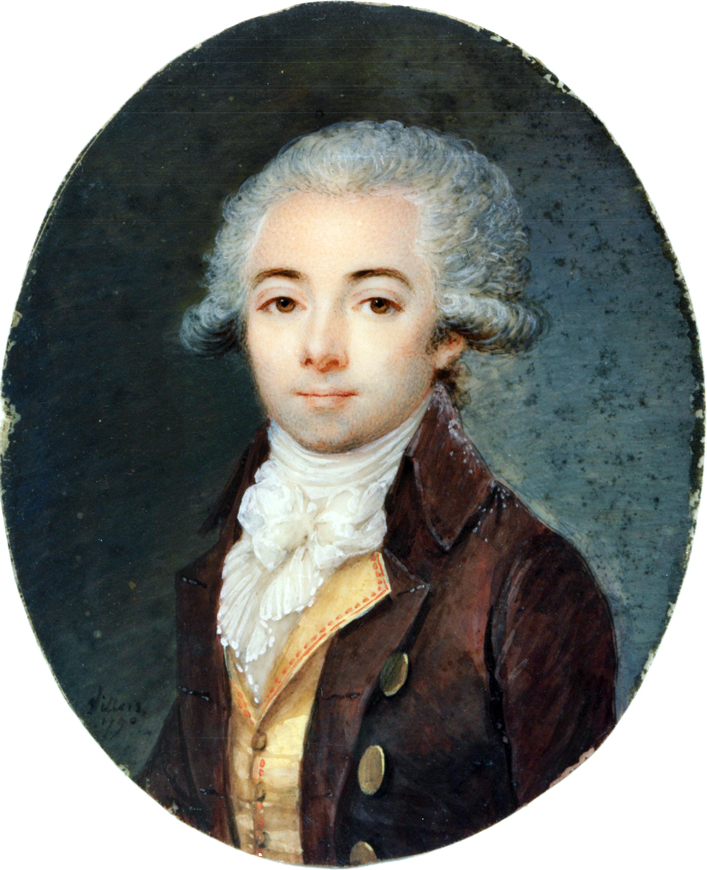
Antoine-Louis-Marie de Gramont

Antoine-Louis-Marie de Gramont, 8. Herzog von Gramont (* 17. August 1755 in Paris; † 28. August 1836 ebenda) war ein französischer Generalleutnant, Politiker und Pair. 

## Leben
Antoine-Louis-Marie de Gramont führte zunächst den Titel eines Grafen von Louvigny und wurde im April 1780 Herzog von Guiche sowie 1801 Herzog von Gramont. Er war Hauptmann einer Kompanie der Leibgarde, die daher Gramont’s Kompanie hieß, und Schwiegersohn der Herzogin von Polignac. Beim Ausbruch der Französischen Revolution gehörte er 1791 zu der nicht allzu großen Schar getreuer Diener, welche die gestürzte Herrscherfamilie der Bourbonen ins Exil begleiteten. Er hielt sich fortwährend in der Umgebung Ludwigs XVIII. auf und fand sich nebst dem Herzog von Fleury an der Seite dieses Fürsten, als am Abend des 19. Juni 1796 ein wohlgezielter Schuss diesen, als er zu Dillingen in Schwaben aus dem Fenster schaute, an der Schläfe streifte. Im Rang eines Maréchal de camp machte er in der Armee des Fürsten von Condé den Feldzug von 1796 mit. Als er sich mit seiner Familie ins Exil nach England begab, diente er dort im 10. königlichen Husarenregiment.
Nach dem Sturz Napoleons kehrte der Herzog von Gramont im Frühjahr 1814 mit dem Herzog von Angoulême, dessen erster Aide-de-camp er war, nach Frankreich zurück. In der Folge erhielt er eine seiner Treue zum bourbonischen Königshaus entsprechende Belohnung. So wurde er am 14. Juni 1814 zum Pair von Frankreich, am 8. August 1814 zum Divisionsgeneral und am 30. September 1814 zum Gouverneur der 11. Militärdivision ernannt. Nach der kurzzeitigen Rückkehr Napoleons zog er sich während dessen Herrschaft der Hundert Tage nach Spanien zurück. 1815 musste er im Prozess des Marschalls Michel Ney als Zeuge erscheinen und wurde aufgefordert zu erklären, ob der Marschall zu der Ehre, dem König Ludwig XVIII. die Hand zu küssen, zugelassen worden sei und diesem versprochen habe, ihm Bonaparte in einem eisernen Käfig zu bringen. Der Herzog von Gramont antwortete, dass er bei der letzten Audienz, die der Marschall beim König vor der Abreise in sein Gouvernement hatte, nicht zugegen war und nichts dazu sagen könne. Dennoch plädierte er für die Verurteilung des Marschalls zum Tod. In der Folge setzte er sich eher für die Bewahrung der königlichen Vorrechte als für die bewilligten Freiheitsrechte ein. Bei der Thronbesteigung Georgs IV. (1821) war er als außerordentlicher Botschafter der offizielle Vertreter Frankreichs. Im September 1823 wurde er zum Großoffizier der Ehrenlegion und im Dezember 1823 zum Generalleutnant ernannt.
Nach der Julirevolution von 1830 leistete der Herzog von Gramont der neuen Dynastie den Treueeid und behielt auch fortan seinen Sitz in der Pairskammer. Er starb am 28. August 1836 im Alter von 81 Jahren in Paris. Sein Leichnam wurde in der Kapelle des in Südwestfrankreich gelegenen Fürstentums Bidache beigesetzt, wo die früheren Häupter seines Hauses bis 1789 geherrscht hatten.